# Стрељна
Стрељна (рус. Стрельна) руска је река која протиче источним делом Мурманске области, односно југоисточним делом Кољског полуострва. Једна је од значајнијих притока Белог мора.
Укупна дужина водотока је 213 km, површина сливног подручја око 2.770 km², а просечан проток у зони ушћа око 31,1 m³/s. Свој ток започиње у мочварном подручју Кољског полуострва, тече углавном у смеру југа, а корито се одликје бројним окукама.
Најважније притоке су Берјозова, Лембуј, Вересовка, Сљудјанка, Белаја.